# Justin Devenny
Justin Devenny (11 de octubre de 2003) es un futbolista británico que juega en la demarcación de centrocampista para el Crystal Palace F. C. de la Premier League.

## Selección nacional
Tras jugar en las categorías inferiores de la selección, finalmente hizo su debut con la selección de fútbol de Irlanda del Norte en un partido de la Liga de Naciones de la UEFA 2024-25 contra Luxemburgo que finalizó con un resultado de empate a dos tras los goles de Isaac Price y Conor Bradley para el combinado norirlandés, y de Seid Korac y Gerson Rodrigues para Luxemburgo.

## Clubes
| Club                         | País       | Año       | Partidos | Goles |
| ---------------------------- | ---------- | --------- | -------- | ----- |
| Kilmarnock F. C.             | Escocia    | 2021-2022 | 0        | 0     |
| Broomhill F. C. (cedido)     | Escocia    | 2022      | 17       | 3     |
| Airdrieonians F. C. (cedido) | Escocia    | 2022-2023 | 54       | 5     |
| Crystal Palace F. C.         | Inglaterra | 2023-     | 29       | 2     |

## Palmarés

### Títulos nacionales
| Título           | Club                 | País       | Año  |
| ---------------- | -------------------- | ---------- | ---- |
| FA Cup           | Crystal Palace F. C. | Inglaterra | 2025 |
| Community Shield | Crystal Palace F. C. | Inglaterra | 2025 |